# مرشدات جنوب إفريقيا
مرشدات جنوب أفريقيا هي المنظمة الإرشادية الرسمية في جنوب أفريقيا تأسست عام 1910م وتعتبر المنظمة للفتيات فقط ومعترف بها من قبل الجمعية العالمية للمرشدات وفتيات الكشافة واعتبارا من عام 2003 كان عدد أعضاء الجمعية حوالي 20,466 عضو.